# Waterval Onder
Waterval Onder est un petit village situé au pied de l’Escarpement du Mpumalanga, sur les rives de la rivière Elands et en bas des chutes Elands, en Afrique du Sud.

## Histoire et géographie
Le nom afrikaans signifie "sous la cascade", en raison de sa position sous une chute de 75 m (Elands River Falls). Le village ne s’est pas développé en une ville comme sa ville sœur de Waterval Boven, qui est au-dessus de la cascade. Les deux cités ont été établies en 1895 en raison de la construction de la ligne de chemin de fer Pretoria - Delagoa Bay construite par la Netherlands–South African Railway Company (NZASM).
Le président Paul Kruger a vécu à Waterval Onder avant de quitter l’Afrique du Sud via le Mozambique pendant la guerre anglo-boer. Sa maison, nommée Krugerhof, a été proclamée monument national.